# Hydroplum II
 (juin 2009).
Si vous disposez d'ouvrages ou d'articles de référence ou si vous connaissez des sites web de qualité traitant du thème abordé ici, merci de compléter l'article en donnant les références utiles à sa vérifiabilité et en les liant à la section « Notes et références ».
LHydroplum II est un hydravion léger biplace conçu par Claude Tisserand en 1985 pour répondre aux normes des ULM en France.

## Historique
Lors du Salon du Bourget en 1985, Claude Tisserand décide de transformer l'Hydroplum I en un biplace pour optimiser sa commercialisation. Le concept adopte une construction en matériaux composites facilitant une production en série sous forme de kits, conformément aux régulations ULM françaises de l'époque.
Le prototype de l'Hydroplum II est achevé en août 1986, avec une construction légère mais robuste. Les essais marins débutent le 12 octobre 1986 à Saint-Florent en Corse, révélant des ajustements nécessaires notamment sur la coque qui est renforcée à plusieurs reprises. Le premier vol a lieu le 1er novembre 1986 depuis Ghisonaccia sans incident majeur, bien que des améliorations au système de relevage soient encore nécessaires.
En janvier 1987, des modifications supplémentaires sont apportées pour optimiser les performances de l'aéronef, suivies de négociations pour la commercialisation avec André Wydauw de La Trinité-sur-Mer. À la fin de septembre, après une dernière modification de la coque, le prototype est transféré en Bretagne où il devient le SMAN Petrel.
L'Hydroplum II a été utilisé par Nicolas Hulot pour certaines émissions d'Ushuaïa.